# 大野和男
大野 和男（おおの かずお、1909年6月13日 -1983年6月2日）は、日本の建築学者・教育者で北海道大学名誉教授。北海道大学建築学科の創設に尽力、教育者として貢献するとともに、10年にわたり工学部校舎全7万平方メートルを全面増改築の設計も担当。退官後は北海道建築センターの基盤を確立し、寒冷地建築の水準向上を図るとともに、道内の建築界を主導した。
一方で1939年から1945年まで、飛行機設計技師として中島飛行機勤務した。

## 略歴
- 1932年 - 東京帝国大学工学部建築学科卒業、大学院に進む。
- 1937年 - 旧制水戸高等学校、日本大学予科非常勤講師。
- 1939年 - 中島飛行機にて飛行機設計技師を勤める。
- 1946年 - 東邦建築工業専務取締役(1949年まで）。
- 1949年 - 北海道大学教授。1968年から1970年、工学部長就任。1973退官、1974年名誉教授。
- 1953年 - 工学博士となる。「モルタル及びコンクリートの乾燥収縮と亀裂防止に関する研究」で1953年度日本建築学会賞受賞。
- 1963年 - 北海道建築審査会会長就任。
- 1966年 - 札幌オリンピック冬季大会施設専門委員会副委員長。
- 1973年 - 北海道建築指導センター理事長。北海道科学技術賞受賞。
- 1974年 - 北海道特定開発行為審査会会長。
- 1975年 - 北海道新聞文化賞受賞。
- 1979年 - 全国建築審査会協議会会長。